# Menachem Begin
Menachem Begin (Hebreeuws: מנחם בגין) (Brest, 16 augustus 1913 – Jeruzalem, 9 maart 1992) was een Israëlisch politicus van Likoed en de 6e premier van Israël van 1977 tot 1983. In 1978 verkreeg hij voor zijn bijdragen tijdens de Camp David-akkoorden de Nobelprijs voor de Vrede.
Begin was de eerste premier van Israël die ideologisch aan de rechterflank van het politieke spectrum stond.

## Biografie

### Jeugd
Menachem Begin werd 1913 geboren in Brest-Litovsk in het tsaristische Rusland. Toen hij acht jaar oud was lag de plaats in Polen. Tegenwoordig ligt de plaats in Wit-Rusland en heet zij Brest. Brest-Litovsk telde destijds 70.000 inwoners, waarvan er 30.000 joods waren. Zijn vader was bankbediende. In 1914, toen hij één jaar oud was, brak de Eerste Wereldoorlog (WO I) uit. Zijn ouders trokken met hun gezin twee jaar in het gebied tussen de Duitse en de Russische linies en keerden later weer terug naar Brest-Litovsk. In de Pools-Russische Oorlog (1919-1921), vlak na WO I, tussen de Sovjet-Unie en Polen kwam Brest-Litovsk bij Polen. Menachem Begin zat in zijn vroege jeugd op een cheder, waar hij Hebreeuws leerde en later op een religieus-zionistische Tachkemonieschool. Op twaalfjarige leeftijd werd hij lid van HaSjomeer HaTsaïr, maar toen zijn vader constateerde dat die naar communisme neigde, stuurde hij zijn kinderen naar Betar, een revisionistische zionistische jeugdbeweging, opgericht door Ze'ev Jabotinski.

### Zionisme
Menachem Begin zat op een Pools gymnasium, studeerde van 1931 tot 1935 rechten in Warschau, maar besteedde zijn meeste vrije tijd aan Betar. Van 1936 tot 1938 was hij secretaris-generaal van de Betartak in Tsjechoslowakije. Maart 1939 benoemde Jabotinski hem tot het hoofd van Betar Polen, dat met 40.000 leden de grootste afdeling van Betar was. Op 29 mei 1939 trouwde hij met Aliza Arnold. In september van dat jaar, zes dagen na de Duitse inval in Polen, vluchtte hij met zijn vrouw naar Wilno (Vilnius), wat toen een Oost-Poolse stad was met een Joodse minderheid van circa 40 %. Litouwen maakte ook aanspraak op de stad. De stad werd kort daarna bezet door de Sovjet-Unie. Op 20 september 1940 werd Begin gearresteerd door de NKVD, omdat hij een vooraanstaande zionist was. Hij werd door de Russische geheime dienst verhoord en gemarteld (ook 's nachts), waar hij later een boek over geschreven heeft. Hij werd ervan beschuldigd een "agent van het Britse imperialisme" te zijn en werd veroordeeld tot acht jaar dwangarbeid. In juni 1941 werd hij naar een Siberisch werkkamp gestuurd. Negen maanden later werd hij in het kader van de Sikorski-Mayskiovereenkomst vrijgelaten. Begin koos ervoor dienst te nemen in het Poolse 2e Korps van Władysław Anders. Het Poolse 2e Korps maakte een tocht via Perzië naar het Midden-Oosten, waar Begin in 1942 met toestemming van Władysław Anders achterbleef in het Britse Mandaatgebied Palestina en hij zich herenigde met zijn vrouw, die hij twee jaar niet gezien had.

### Irgun
Vanaf 1942 was hij lid van de Irgoen Tsewa'i Leoemi (Hebreeuws voor Nationale Legerorganisatie, vroeger vaak afgekort als Irgoen, tegenwoordig is de Hebreeuwse afkorting Etsel gangbaar) en op 1 december 1943 nam hij daar, op voordracht van zijn voorganger, Ya'akov Meridor, de leiding van over. Op 1 februari 1944 verklaarde Etsel de opstand tegen de Britse mandaatregering en eiste dat de macht in Joodse handen zou komen. Op 12 februari 1944 plaatsten Etselgroepjes bommen bij de immigratiekantoren van het Britse Mandaat in Jeruzalem, Haifa en Tel Aviv om te protesteren tegen de lage quota van immigratiecertificaten voor Joden. In 1944 blies Etsel ook een belastingkantoor voor inkomstenbelasting en Britse inlichtingenorganisaties in Haifa, Jaffa en Jeruzalem op.
In september 1944 verhuisde hij vermomd als jesjivastudent met de schuilnaam "Israel Sassover" naar Tel Aviv. Nadat Lechi een moordaanslag op Lord Moyne gepleegd had begon oktober 1944 het zogenaamde "(jacht)seizoen". De Britten probeerden leden van Lechi en Etsel gevangen te nemen en de Hagana hielp de Britten. De Hagana wilde niet vechten tegen de Britten terwijl de oorlog tegen nazi-Duitsland aan de gang was. Menachem Begin zei als leider van Etsel dat ze tegen de Britten moest vechten alsof Engeland niet in oorlog met Duitsland was en tegen Duitsland alsof Duitsland niet in oorlog met Engeland was.
In oktober 1945 gingen de Hagana, Etsel en Lechi samenwerken. Etsel blies op 22 juli 1946 de zuidelijke vleugel van het King David Hotel in Jeruzalem op, waar het hoofdkwartier van de Britse militaire inlichtingendienst zat. Bij deze aanslag kwamen 91 mensen om het leven. De politie van het mandaatgebied zocht Menachem Begin nu voor terrorisme. Begin zei vele jaren later, januari 1972, in een interview bij een bezoek aan Londen dat ze geen terroristen waren toen, maar vrijheidsstrijders.
Op 16 april 1947 werden vier Etselstrijders door de Britten opgehangen. Een maand later bestormde Etsel de gevangenis van Akko en bevrijdde ze gevangengehouden Etselleden. De Britten namen bij deze actie drie Etselleden gevangen, die ter dood gebracht werden. In juli 1947 hing Etsel twee Britse sergeants op als vergelding voor deze daad.
Onder zijn leiderschap vond ook het bloedbad van Deir Yassin van 1948 plaats, waarbij ten minste 110-120 Arabische burgers om het leven werden gebracht, en later van de gevangenen nog eens ongeveer 25 volwassen mannen ter dood werden gebracht.
Toen de Hagana het schip "Altalena" (het pseudoniem waaronder Jabotinski schreef) vol met wapens tot zinken bracht, wilde een aantal Etselleden tegen de Hagana gaan vechten, maar Begin weerhield hen daarvan in een radiotoespraak. Hij zei dat Joden niet tegen Joden moesten vechten.
Na zijn dood werd bekend dat Begin persoonlijk als leider binnen Irgun drie bomaanslagen op de West-Duitse bondskanselier Konrad Adenauer beraamd en gepland heeft. Hierbij bleef Adenauer grotendeels ongedeerd. Wel doodden de Israëlische terroristen een Duitse politieagent.

### Politieke carrière

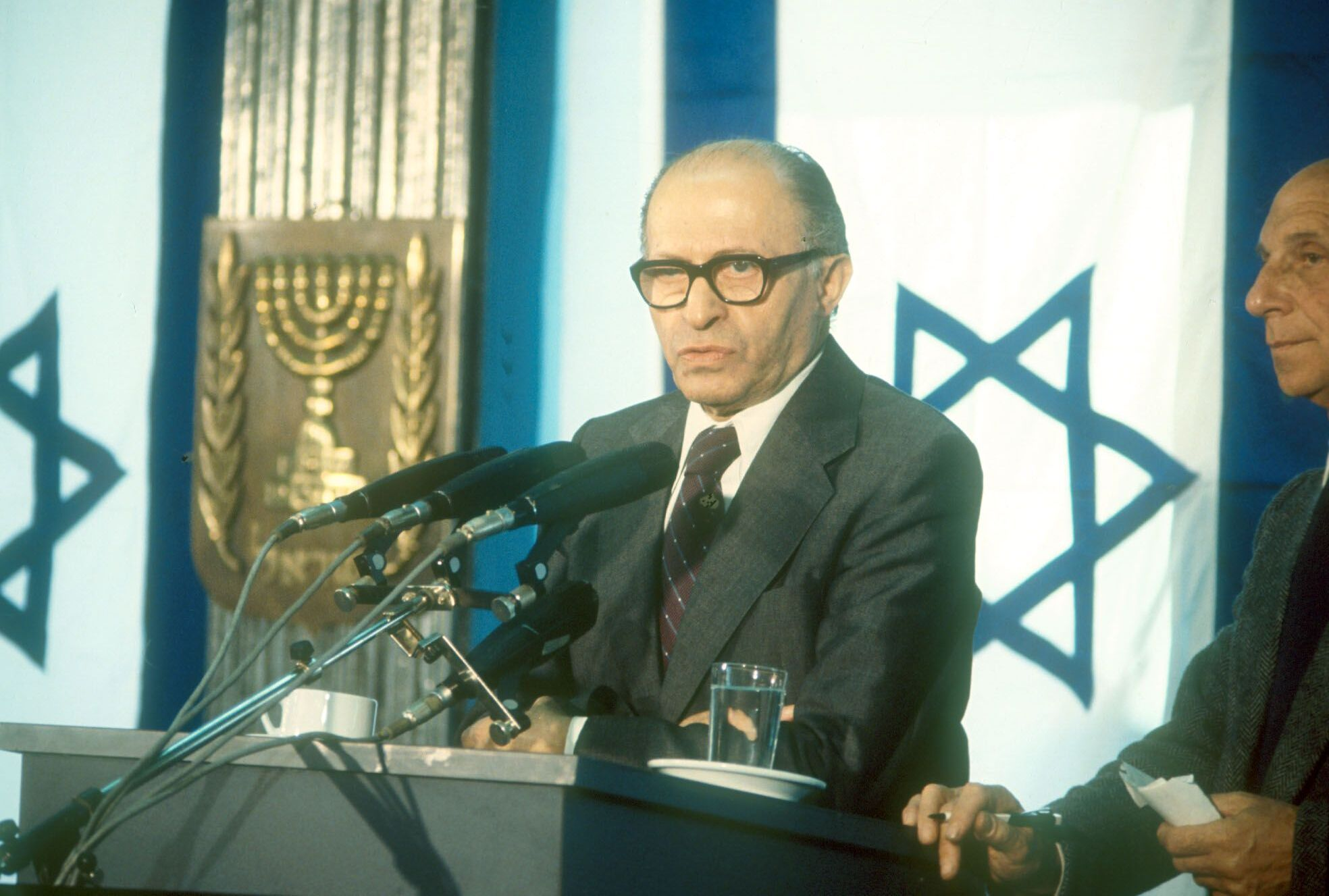
Menachem Begin Premier van Israël 1977-1983 Uit de collectie van Dan Hadani De Nationale Bibliotheek van Israël

Een maand na de stichting van de staat Israël vormde Begin op 15 juni 1948 de Cheroetpartij, die later de dominante fractie van de Likoedpartij zou worden, en leidde hij de oppositie.
In 1952 werd bekend dat Israël en West-Duitsland een overeenkomst zouden sluiten over herstelbetalingen. Begin karakteriseerde dit als een pardon voor het nazisme en riep op tot burgerlijke ongehoorzaamheid, belastingontduiking als protest en een gewelddadige machtsovername. Hij maakte Ben-Goerion uit voor een fascist en een hooligan. Tijdens een demonstratie in Jeruzalem jutte hij een menigte op om de Knesset te bestormen, met honderden gewonden als gevolg van vijf uur durende rellen. Ook werd in maart 1952 een pakketbom geadresseerd aan Konrad Adenauer onderschept in een postkantoor, bij de poging tot onschadelijkmaking ontplofte de bom en overleed een politieagent.
De linkse partijen wilden lang niet met de partij van Begin samenwerken, tot de Zesdaagse Oorlog van 1967, toen Levi Eshkol een regering van nationale eenheid vormde, die later door Golda Meïr werd voortgezet. Menachem Begin was van 5 juni 1967 tot en met 6 augustus 1970 minister zonder portefeuille.

#### Akkoorden van Camp David, Nobelprijs

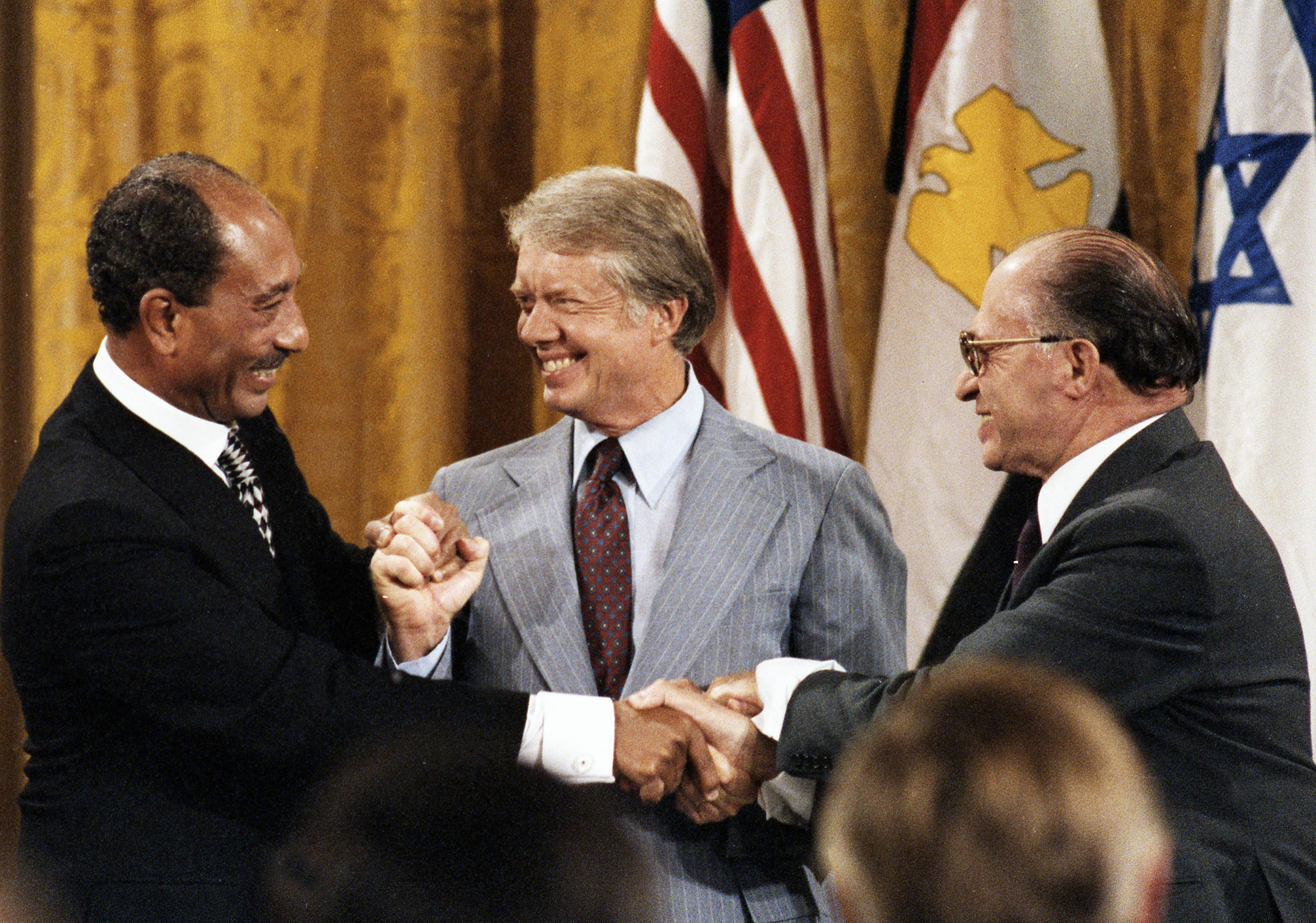
President van Egypte Anwar Sadat, president van de Verenigde Staten Jimmy Carter en premier Menachem Begin tijdens de Camp David-akkoorden in Camp David op 17 september 1978

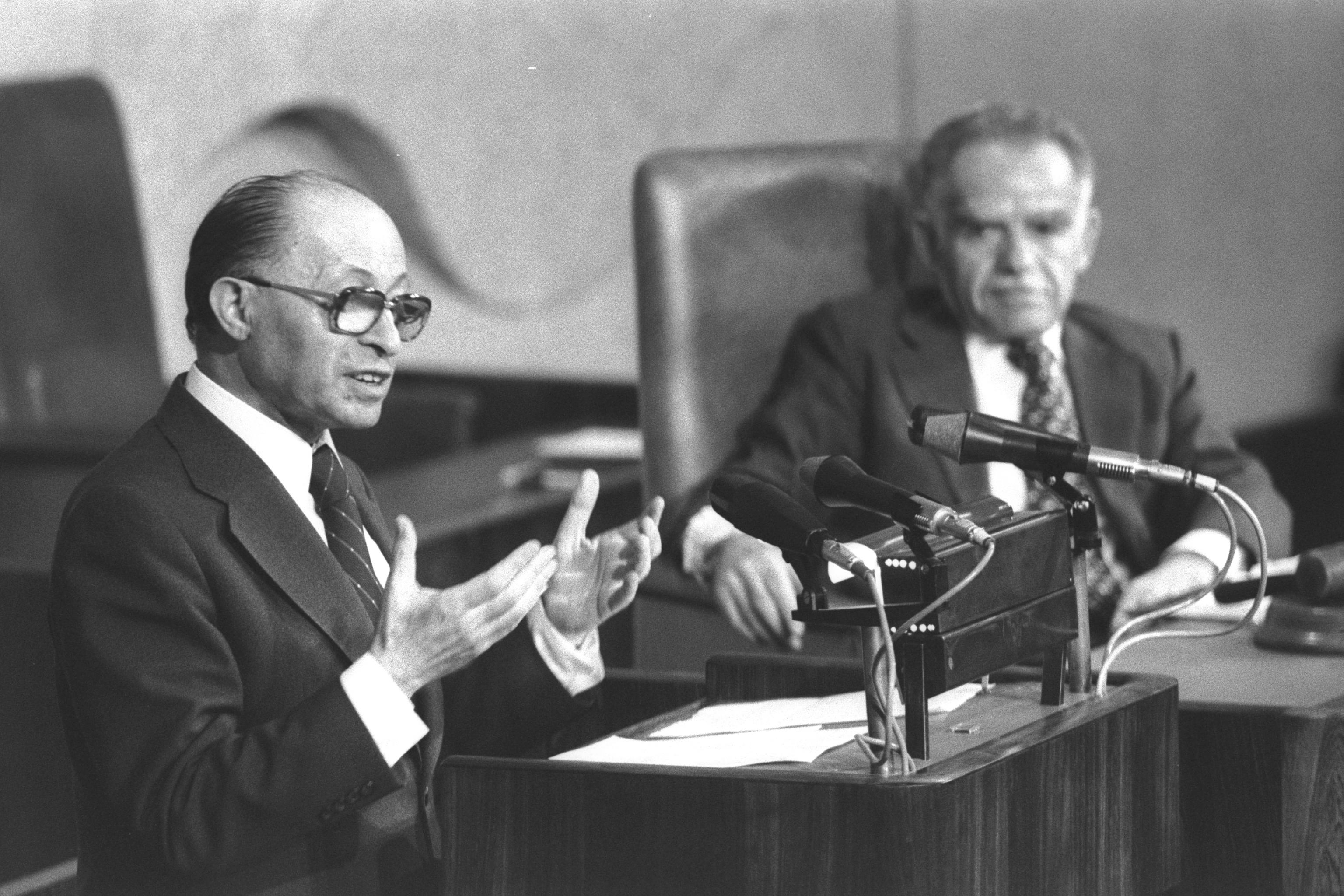
Premier Menachem Begin en voorzitter van de Knesset Yitzhak Shamir tijdens een vergadering op 20 maart 1979

In 1977, 29 jaar na de oprichting van de staat Israël, won Begins partij voor de eerste keer de verkiezingen. Hij vormde een regering met de religieuze partijen, die later ook op de steun van de Democraten kon rekenen. In september 1978 ondertekenden Begin en de Egyptische president Anwar Sadat onder leiding van de Amerikaanse president Jimmy Carter de Akkoorden van Camp David. In die verdragen werd bepaald dat, in ruil voor de erkenning van Israël door Egypte, het door Israël bezette Sinaï (schiereiland) teruggegeven zou worden aan Egypte, waarbij ook alle Israëlische nederzettingen (Yamit) zouden worden ontruimd. Er was ook sprake dat er onderhandelingen moesten beginnen over autonomie (geen staat) voor de Palestijnen op de Westelijke Jordaanoever en de Gazastrook maar die paragraaf bleef een belofte. Begin en Sadat ontvingen hiervoor gezamenlijk de Nobelprijs voor de Vrede in 1978.
In juni 1981 gelastte Begin een aanval van het Israëlische leger op de in aanbouw zijnde Iraakse kernreactor Osirak. Naast veel kritiek uit binnen- en buitenland leverde dit hem in Israël een populariteitstoename op. Diezelfde maand genoot Begin zijn tweede en laatste verkiezingsoverwinning, alweer op Shimon Peres. Op 3 juni 1982 pleegde de anti-PLO-gezinde extremistische Palestijnse groepering van Aboe Nidal een aanslag op Shlomo Argov, de Israëlische ambassadeur in Londen. Hoewel dit geen daad van de PLO was, greep Begin de aanslag aan als aanleiding om enkele dagen later Libanon binnen te vallen teneinde de PLO definitief uit te schakelen. Naar aanleiding van de bloedbaden in Sabra en Shatila, die Libanese christelijke milities (zogenaamde falangisten) aanrichtten op Palestijnse vluchtelingen en waarbij tussen de 700 en 3500 mensen omkwamen, kwam in Israël een protestbeweging op gang die onafhankelijk juridisch onderzoek eiste. Was het niet gebeurd onder het toeziend oog van het Israëlische leger, dat echter niet ingreep? Dat onderzoek kwam er in de vorm van de commissie-Cahn, die concludeerde dat minister van defensie Ariel Sharon, die later premier zou worden, zijdelingse verantwoordelijkheid droeg voor het bloedbad, waarna hij moest aftreden.
Begin kwam weinig gehavend uit het onderzoek, maar het was duidelijk dat hij zijn greep op de regering had verloren. Eerder al had hij verklaard dat in het gevecht rond het Libanese Beaufort geen Israëlische soldaten waren gesneuveld, hetgeen feitelijk onjuist was. In augustus 1983 trok Begin zich terug uit de politiek. Hij was hevig teleurgesteld en gedeprimeerd door het voor Israël zo teleurstellende verloop van de oorlog, de dood van zijn vrouw en zijn eigen ziekte. Hij stierf in 1992 in Jeruzalem.
Een zoon van Begin, Benny Begin, heeft evenals zijn vader een carrière in de Israëlische politiek en heeft zitting in de Knesset.